# Померанская война
Померанская война (швед. Pommerska kriget) — военный конфликт между Швецией и Пруссией, имевший место в 1757—1762 годах и являвшийся частью Семилетней войны.

## Причины и повод
Находившаяся у власти в Швеции партия «шляп» считала, что складывавшаяся в Европе конъюнктура благоприятствует возвращению померанских владений, утраченных Швецией в пользу Пруссии в 1720 году. К войне Швецию подталкивала также и французская дипломатия. В качестве повода для объявления войны послужило нападение Фридриха II на Саксонию, что нарушало Вестфальский мирный договор, гарантированный Францией и Швецией.
После смерти Карла XII боеспособность шведской армии значительно ухудшилась. В первую очередь это произошло из-за обширной коррупции в эпоху свободы и явного нежелания поддерживать сильную армию. После войны с Россией в 1741–1743 годах никаких комплексных мер по оснащению армии принято не было. Поскольку считалось, что шведская армия в Германии нужна только для того, чтобы овладеть территорией, завоеванной союзниками, части были отправлены без какой-либо необходимой подготовки и без денег для приведения их в боевое состояние. Это наложило свой отпечаток на ход войны.

## Ход войны

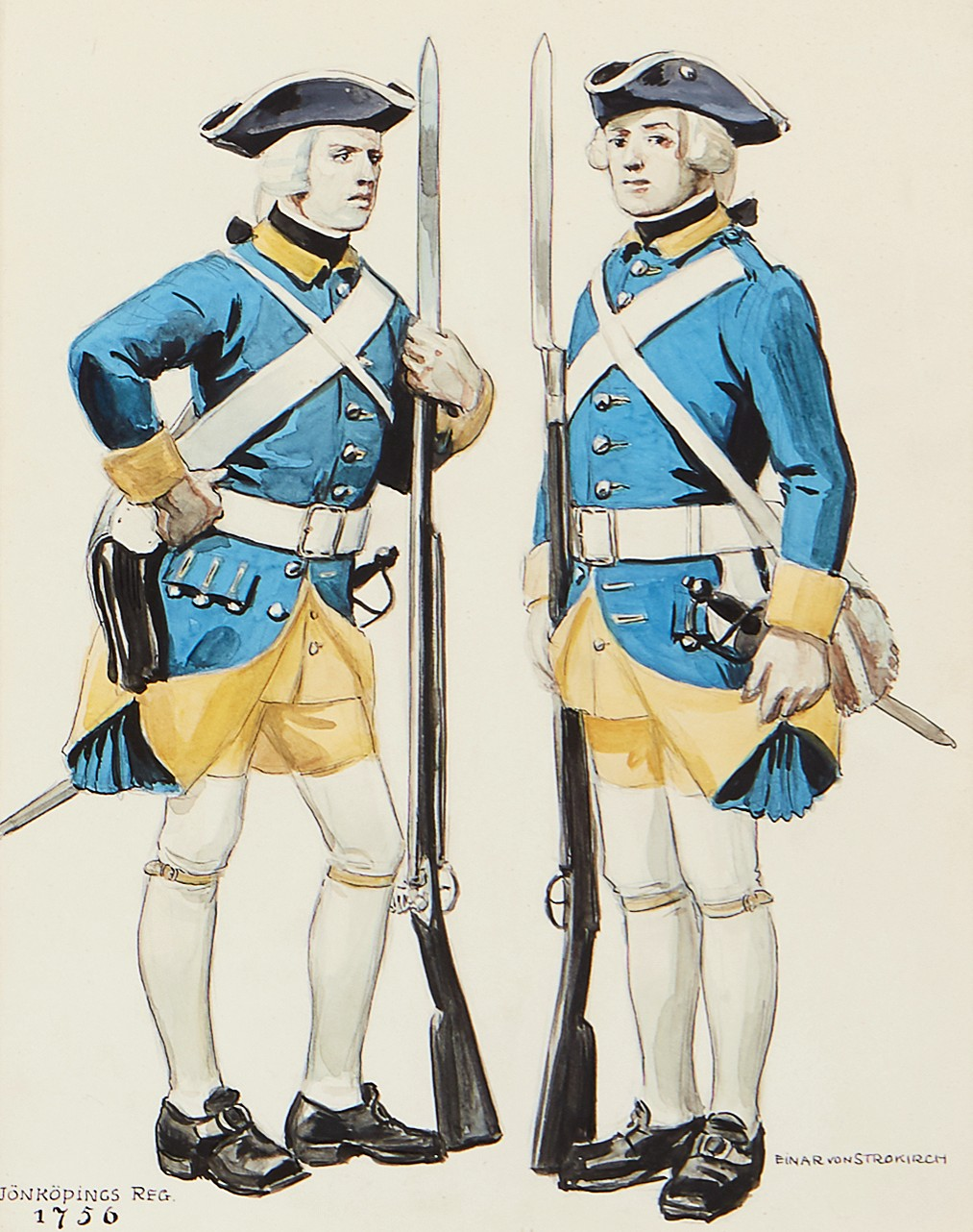
Шведские солдаты в униформе образца 1756 г.

В июне 1757 года шведское правительство приняло решение о переброске в Германию 20-тысячной армии, и 13 сентября шведские войска вступили на территорию прусской Померании.
Поскольку партия «шляп» старалась избежать видимости наступательной войны, так как в этом случае ей понадобилось бы согласие риксдага, то «шляпы» объявили, что шведские войска действуют от имени германского рейхстага и имеют целью восстановление мира.
22 сентября 1757 года между Францией и Швецией был подписан субсидиарный договор, условия которого были не столь выгодны для Швеции, как бы того хотелось партии «шляп».
После того, как пришла новость о победе прусского короля при Росбахе, командующий шведскими войсками М. А. Унгерн-Стернберг не осмелился со своей плохо вооружённой армией наступать на Берлин, как того требовало правительство, и вернулся в шведскую Померанию. Вскоре прусские войска заперли шведов в Штральзунде и на Рюгене.
21 декабря 1757 года Унгерн-Стернбергу было приказано передать командование Г. Ф. фон Розену. Новый главнокомандующий, будучи блокированным пруссаками, ничего в сложившейся ситуации предпринять не мог.
18 июня 1758 года блокада была снята подошедшими русскими войсками, а 27 июня Розена на посту главнокомандующего сменил Г. Д. Гамильтон.
В конце июля он с армией в 16 тыс. человек двинулся на помощь русским войскам, осаждавшим Кюстрин, но после сражения у Цорндорфа он решил пойти на соединение с австрийцами в Саксонию. Однако он сумел продвинуться лишь до Нойруппина, что в Бранденбурге. Высланный оттуда летучий корпус 26 сентября 1758 года потерпел тяжёлое поражение у Тарнова, однако майору Де Караллю 28 сентября удалось с отрядом в 800 человек отбить нападение на Фербеллин 5 тыс. пруссаков.
10 октября, после того как нападение австрийцев на Саксонию завершилось неудачей, Гамильтон оставил Нойруппин и выступил к Одеру, надеясь соединиться с русскими. Те, однако, уже встали на зимние квартиры, и он был вынужден вернуться в шведскую Померанию, за что удостоился упрёков со стороны своего правительства. В декабре командование армией перешло к Я. А. фон Лантингсгаузену.
В начале 1759 года он, оказавшись перед превосходящими силами противника, был вынужден отойти к Штральзунду. Деммин, Анклам и Пенемюнде были захвачены пруссаками.
В мае начавшие наступление русские войска освободили шведскую Померанию от врага, однако из-за недостатка у шведской армии денежных средств она смогла открыть кампанию не ранее августа. Главной целью стал Штеттин.
Четырёхтысячный отряд Ф. А. фон Ферзена сумел захватить Узедом и Воллин. Сам же Лантингсгаузен с главной армией (10 тыс. человек) вторгся на территорию прусской Померании, где оставался некоторое время, вступая лишь в незначительные стычки. Из-за плохой координации союзников осада Штеттина так и не началась, и поздней осенью армия вновь расположилась на зимних квартирах в шведской Померании.
20 января 1760 года прусские войска попытались вторгнуться на шведскую часть Померании, однако были отброшены.
Несмотря на то, что прусская армия была по большей части занята на других направлениях, Лантингсгаузен из-за недостатка амуниции и денег смог начать военные действия лишь в августе. Он с 15-тысячной армией вступил на территорию противника, где ему противостояло шеститысячное прусское войско, и дошёл до Пренцлова, располагающегося в Бранденбурге.
Оставленный в Пазевальке отряд А. Эренсверда 3 октября подвергся нападению, которое было успешно отбито. В это же время многие офицеры оставили армию, чтобы принять участие в работе риксдага. Лишившись командного состава, Лантингсгаузен вернулся в шведскую Померанию. В июне 1761 года он попросил об отставке с поста главнокомандующего шведскими силами.
В июле его преемник А. Эренсверд с семитысячным войском вновь вступил на вражескую территорию. В сентябре он отправил два полка под командованием графа Ф. В. фон Гессенштайна на Узедом и Воллин для помощи русским войскам, осаждавшим Кольберг. Однако из-за плохого снабжения Гессенштайн был вынужден вскоре вернуться, а в октябре вся армия опять отошла в шведскую Померанию.
Когда пруссаки начали беспокоить пограничные посты, Эренсверд отправил Я. М. Спренгтпортена с корпусом в Мекленбург, и 23 декабря тот захватил Мальхин, где располагались магазины прусской армии. Однако вскоре его блокировали превосходящие силы противника, и Эренсверду с главной армией пришлось двинуться ему на помощь.
Авангард армии под командованием Де Каналля 2 января 1762 года разбил у Нойкалена прусский отряд, и Эренсверд занял Мальхин. Однако вскоре он вернулся в шведскую Померанию, и 7 апреля на свой страх и риск заключил в Рибнице с пруссаками перемирие, которое действовало вплоть до заключения мира.

## Результаты
Непопулярная в народе война привела к тому, что позиции партии «шляп» ослабли. Кроме того, в январе 1762 года умерла российская императрица Елизавета, и политическая обстановка в Европе изменилась. Появилась угроза того, что бывшая союзница может превратиться в противника.
В этих условиях Секретный комитет принял решение пойти на заключение сепаратного мира. Переговоры начались при посредничестве шведской королевы Луизы Ульрики, которая приходилась Фридриху II сестрой. 22 мая 1762 года в Гамбурге был заключён мир на условиях статус-кво. Беспорядок, вызванный войной в шведских государственных финансах, способствовал падению «шляп» в 1765 году.
Хотя война и была безрезультатной с точки зрения завоеваний, она привела к повышению боеспособности армии, дав частям боевой опыт в сложных условиях. Создание Свободного корпуса Спренгтпортена считалось особенно успешным.